# حركة الاستقلال المنغولية الداخلية

الأراضي داخل منغوليا الكبرى.

علم منغوليا الجنوبية، «السماء الزرقاء المقدسة».

حركة الاستقلال المنغولية الداخلية (الصينية: 内蒙古独立运动)، والمعروفة أيضًا باسم حركة الاستقلال المنغولية الجنوبية (الصينية: 南蒙古独立运动)، هي حركة تدعو لاستقلال منغوليا الداخلية (المعروفة أيضًا باسم «منغوليا الجنوبية») وكذلك لفصل منغوليا الداخلية سياسيًا عن جمهورية الصين الشعبية. يقود الحركة بشكل أساسي المغتربون في الشتات في دول مثل اليابان والولايات المتحدة وفي بعض الدول الأوروبية.
يقود الحركة في المقام الأول ثلاث منظمات شعبية: حزب الشعب المنغولي الداخلي، بقيادة تيمستيلتو شوبتسود (شي هايمينغ)؛ التحالف الديمقراطي المنغولي الجنوبي، بقيادة هادا؛ حزب الاتحاد الليبرالي المنغولي، بقيادة Olhunud Daichin. تتمثل الأهداف المعلنة لكل المنظمات الثلاث في انفصال منغوليا الداخلية عن جمهورية الصين الشعبية، وإما إقامة دولة منغولية داخلية مستقلة أو توحيد منغوليا الداخلية مع «منغوليا الشمالية» (والتي تعرف أيضًا باسم الدولة المنغولية).